# المداور (أمانة العاصمة)

تعديل مصدري - تعديل

المداور هي إحدى قرى الجمهورية اليمنية. وتتبع إدارياً محافظة أمانة العاصمة مديرية ضواحي الأمانة همدان. يبلغ تعداد سكانها 1768 نسمة حسب الإحصاء الذي أجري عام 2004.